# Rhenanida
Die Rhenanida (Rhenaniformes, Asterosteidae) sind eine Gruppe der ausgestorbenen Placodermi, fischartiger, stark gepanzerter Wirbeltiere aus dem Devon. Sie waren bodenbewohnende Meerestiere.

## Merkmale
Die Rhenanida waren rochenartig abgeplattet. Im Unterschied zu allen anderen Placodermen, deren Kopf und Rumpf durch große Knochenplatten gepanzert war, besaßen die Rhenanida eine Panzerung aus einem Mosaik kleiner Knochenplatten. Sie hatten auf jeder Seite nur eine Kiemenöffnung. Die Mundöffnung war an der Kopfunterseite. Die Rhenanida erreichten 20 bis 30 Zentimeter Länge.
Es gibt nur drei gut bekannte Gattungen, Bolivosteus, Gemuendina und Jagorina.

## Weblinks

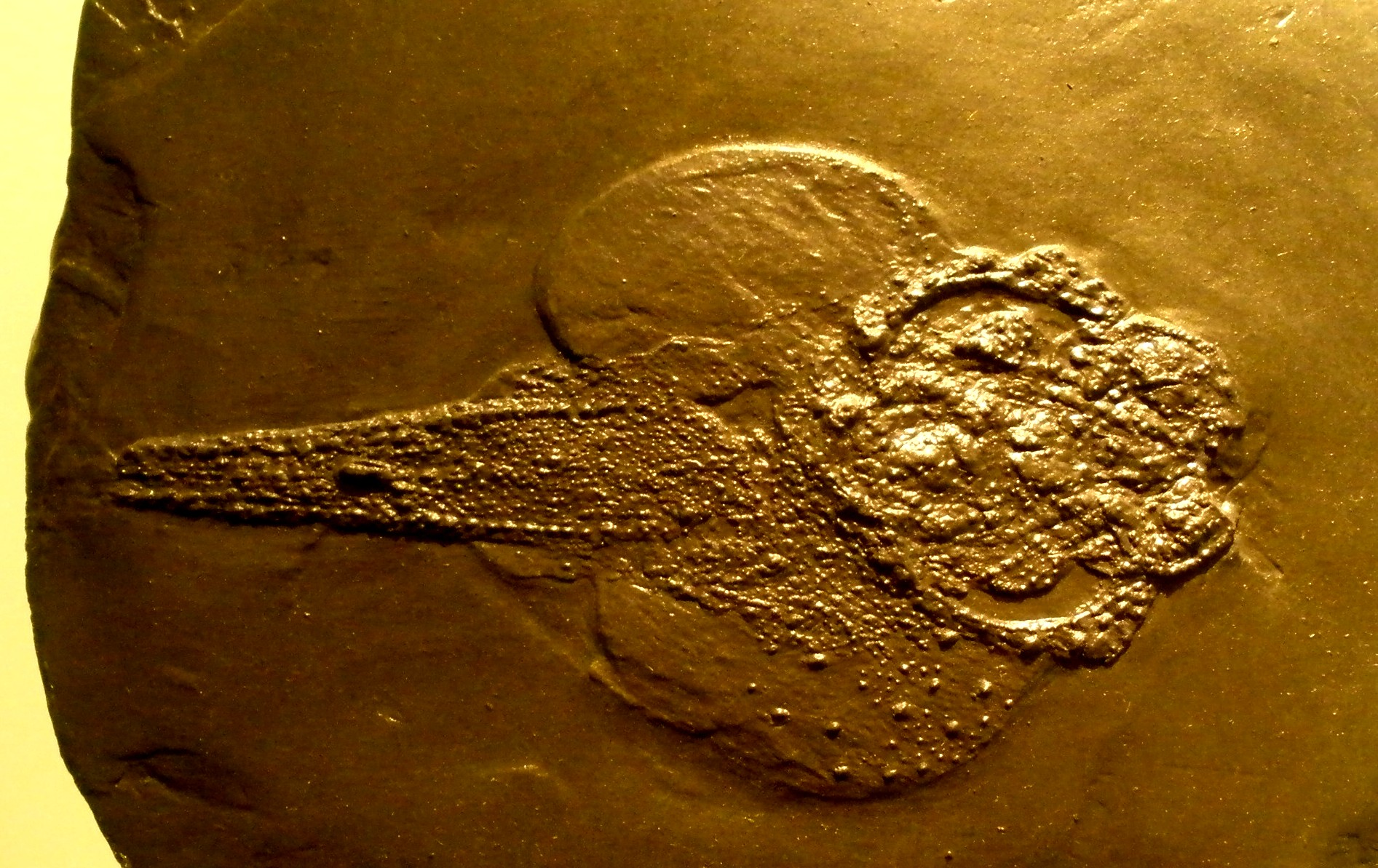
Gemuendina stuertzi. Aufnahme aus dem New Yorker American Museum of Natural History